# Corio (entreprise)
Pour les articles homonymes, voir Corio (homonymie).
Corio était une entreprise néerlandaise, cotée sur Euronext, spécialisée dans la gestion immobilière d'emplacements commerciaux. En France, la foncière détient notamment les centres Marseille Grand Littoral, Mondeville 2 à Caen ou encore Grand'Place à Grenoble.

## Histoire
À la fin de l'année 2010, environ 4 % des avoirs de Corio se trouvaient dans des biens immobiliers autres que des centres commerciaux, contre 47 % en 2000.
En 2014, Klépierre rachète Corio (fusion) et souhaite devenir le numéro 1 européen des centres commerciaux.